# Хацег
Хацег (рум. Hațeg) — місто у повіті Хунедоара в Румунії. Адміністративно місту підпорядковані такі села (дані про населення за 2002 рік):
- Нелацвад (313 осіб)
- Сілвашу-де-Жос (437 осіб)
- Сілвашу-де-Сус (450 осіб)

Місто розташоване на відстані 279 км на північний захід від Бухареста, 30 км на південь від Деви, 139 км на південь від Клуж-Напоки, 134 км на схід від Тімішоари.

## Населення
За даними перепису населення 2002 року у місті проживали 10 910 осіб.
Національний склад населення міста:
| Національність   | Кількість осіб | Відсоток |
| ---------------- | -------------- | -------- |
| румуни           | 10468          | 95,9%    |
| угорці           | 303            | 2,8%     |
| цигани           | 67             | 0,6%     |
| німці            | 33             | 0,3%     |
| італійці         | 15             | 0,1%     |
| українці         | 12             | 0,1%     |
| росіяни-липовани | 1              | < 0,1%   |
| словаки          | 1              | < 0,1%   |
| греки            | 1              | < 0,1%   |
| євреї            | 1              | < 0,1%   |
| поляки           | 1              | < 0,1%   |
| чанго            | 1              | < 0,1%   |

Рідною мовою назвали:
| Мова       | Кількість осіб | Відсоток |
| ---------- | -------------- | -------- |
| румунська  | 10602          | 97,2%    |
| угорська   | 243            | 2,2%     |
| циганська  | 32             | 0,3%     |
| німецька   | 17             | 0,2%     |
| італійська | 6              | 0,1%     |
| російська  | 1              | < 0,1%   |
| словацька  | 1              | < 0,1%   |
| грецька    | 1              | < 0,1%   |
| польська   | 1              | < 0,1%   |

Склад населення міста за віросповіданням:
| Релігія                                       | Кількість осіб | Відсоток |
| --------------------------------------------- | -------------- | -------- |
| православні                                   | 8709           | 79,8%    |
| баптисти                                      | 827            | 7,6%     |
| п'ятдесятники                                 | 583            | 5,3%     |
| римо-католики                                 | 294            | 2,7%     |
| греко-католики                                | 256            | 2,3%     |
| реформати                                     | 166            | 1,5%     |
| адвентисти                                    | 23             | 0,2%     |
| унітарії                                      | 9              | 0,1%     |
| бретрени                                      | 8              | 0,1%     |
| лютерани (Синодально-пресвітеріанська церква) | 7              | 0,1%     |
| не релігійні                                  | 5              | < 0,1%   |
| атеїсти                                       | 2              | < 0,1%   |
| лютерани (Аугсбурзького сповідання)           | 1              | < 0,1%   |
| юдеї                                          | 1              | < 0,1%   |
| не вказали релігію                            | 2              | < 0,1%   |

## Зовнішні посилання
- Дані про місто Хацег на сайті Ghidul Primăriilor [Архівовано 8 березня 2010 у Wayback Machine.]